# Ніколас Віола
Ніколас Віола (італ. Nicolas Viola, нар. 12 жовтня 1989, Оппідо-Мамертіна, Італія) — італійський футболіст, півзахисник «Кальярі».
Виступав за юнацьку збірну Італії.

## Клубна кар'єра
У дорослому футболі дебютував 2008 року виступами за команду клубу «Реджина», в якій провів чотири сезони, взявши участь у 67 матчах чемпіонату. 
Згодом з 2012 по 2017 рік грав у складі команд клубів «Палермо», «Тернана» та «Новара».
До складу клубу «Беневенто» приєднався на початку 2017 року. Протягом наступних чотирьох з половиною років відіграв за цю команду понад 100 ігор на рівні найвищого та другого італійських дивізіонів.
Сезон 2021/22 провів у вищоліговій «Болоньї», де з'являвся на полі лише епізодами, після чого став гравцем друголігового «Кальярі».

## Виступи за збірні
2004 року дебютував у складі юнацької збірної Італії, взяв участь у 18 іграх на юнацькому рівні, відзначившись 4 забитими голами.

## Статистика виступів

### Статистика клубних виступів
Станом на 2 вересня 2022
| Сезон                 | Команда               | Чемпіонат             | Чемпіонат | Чемпіонат | Національний кубок | Національний кубок | Національний кубок | Континентальні кубки | Континентальні кубки | Континентальні кубки | Інші змагання | Інші змагання | Інші змагання | Усього | Усього |
| Сезон                 | Команда               | Ліга                  | Ігор      | Голів     | Ліга               | Ігор               | Голів              | Ліга                 | Ігор                 | Голів                | Ліга          | Ігор          | Голів         | Ігор   | Голів  |
| --------------------- | --------------------- | --------------------- | --------- | --------- | ------------------ | ------------------ | ------------------ | -------------------- | -------------------- | -------------------- | ------------- | ------------- | ------------- | ------ | ------ |
| 2007–08               | «Реджина»             | A                     | 0         | 0         | КІ                 | 1                  | 0                  |                      | -                    | -                    |               | -             | -             | 1      | 0      |
| 2008–09               | «Реджина»             | A                     | 5         | 0         | КІ                 | 2                  | 0                  |                      | -                    | -                    |               | -             | -             | 7      | 0      |
| 2009–10               | «Реджина»             | B                     | 9         | 2         | КІ                 | 1                  | 0                  |                      | -                    | -                    |               | -             | -             | 9      | 2      |
| 2010–11               | «Реджина»             | B                     | 31+1      | 5         | КІ                 | 1                  | 0                  |                      | -                    | -                    |               | -             | -             | 33     | 5      |
| 2011–12               | «Реджина»             | B                     | 22        | 6         | КІ                 | 1                  | 0                  |                      | -                    | -                    |               | -             | -             | 24     | 6      |
| Усього за «Реджину»   | Усього за «Реджину»   | Усього за «Реджину»   | 67+1      | 13        |                    | 6                  | 0                  |                      | -                    | -                    |               | -             | -             | 74     | 13     |
| 2012–13               | «Палермо»             | A                     | 6         | 0         | КІ                 | 1                  | 0                  |                      | -                    | -                    |               | -             | -             | 7      | 0      |
| 2013–14               | «Тернана»             | B                     | 25        | 1         | КІ                 | 1                  | 0                  |                      | -                    | -                    |               | -             | -             | 26     | 1      |
| 2014–15               | «Тернана»             | B                     | 39        | 3         | КІ                 | 2                  | 0                  |                      | -                    | -                    |               | -             | -             | 41     | 3      |
| Усього за «Тернану»   | Усього за «Тернану»   | Усього за «Тернану»   | 64        | 4         |                    | 3                  | 0                  |                      | -                    | -                    |               | -             | -             | 67     | 4      |
| 2015–16               | «Новара»              | B                     | 37+2      | 3         | КІ                 | 2                  | 1                  |                      | -                    | -                    |               | -             | -             | 41     | 4      |
| 2016–17               | «Новара»              | B                     | 21        | 3         | КІ                 | 2                  | 0                  |                      | -                    | -                    |               | -             | -             | 23     | 3      |
| Усьогоза «Новару»     | Усьогоза «Новару»     | Усьогоза «Новару»     | 58+2      | 6         |                    | 4                  | 1                  |                      | -                    | -                    |               | -             | -             | 64     | 7      |
| січ.-черв. 2017       | «Беневенто»           | B                     | 14+5      | 0         | КІ                 | 0                  | 0                  | -                    | -                    | -                    | -             | -             | -             | 19     | 0      |
| 2017–18               | «Беневенто»           | A                     | 24        | 2         | КІ                 | 1                  | 0                  | -                    | -                    | -                    | -             | -             | -             | 25     | 2      |
| 2018–19               | «Беневенто»           | B                     | 24+2      | 5         | КІ                 | 2                  | 1                  | -                    | -                    | -                    | -             | -             | -             | 28     | 6      |
| 2019–20               | «Беневенто»           | B                     | 27        | 9         | КІ                 | 1                  | 1                  | -                    | -                    | -                    | -             | -             | -             | 28     | 10     |
| 2020–21               | «Беневенто»           | A                     | 17        | 5         | КІ                 | 1                  | 0                  | -                    | -                    | -                    | -             | -             | -             | 18     | 5      |
| Усього за «Беневенто» | Усього за «Беневенто» | Усього за «Беневенто» | 106+7     | 21        |                    | 5                  | 2                  |                      | -                    | -                    |               | -             | -             | 118    | 23     |
| жовт. 2021–22         | «Болонья»             | A                     | 6         | 0         | КІ                 | 0                  | 0                  | -                    | -                    | -                    | -             | -             | -             | 6      | 0      |
| 2022–23               | «Кальярі»             | B                     | 2         | 0         | КІ                 | 1                  | 1                  | -                    | -                    | -                    | -             | -             | -             | 3      | 1      |
| Усього за кар'єру     | Усього за кар'єру     | Усього за кар'єру     | 299+10    | 44        |                    | 20                 | 4                  |                      | -                    | -                    |               | -             | -             | 329    | 48     |